# Toyota Previa
De Toyota Previa is een full size MPV van de Japanse autofabrikant Toyota. De Previa werd aanvankelijk vrijwel wereldwijd verkocht, zij het in sommige landen onder een andere naam. Zo heette hij in Japan de Toyota Estima en in Australië de Toyota Tarago. 
Van de Toyota Previa zijn drie generaties te onderscheiden:

## Eerste generatie
De eerste generatie werd geïntroduceerd in 1990. De motor van de eerste generatie was – zoals gebruikelijk bij veel bestelbussen uit die tijd – onder de voorstoelen gemonteerd en dreef de achteras aan. Er waren drie motoren beschikbaar, een 2.4 liter viercilinder benzinemotor, dezelfde 2.4 viercilinder maar dan met een supercharger, of een 2.2 turbodiesel als grijze import. De Previa was er in uitvoeringen met 6 tot 8 zitplaatsen. In sommige landen was ook een vierwielaangedreven versie te koop, de Previa All-Trac.

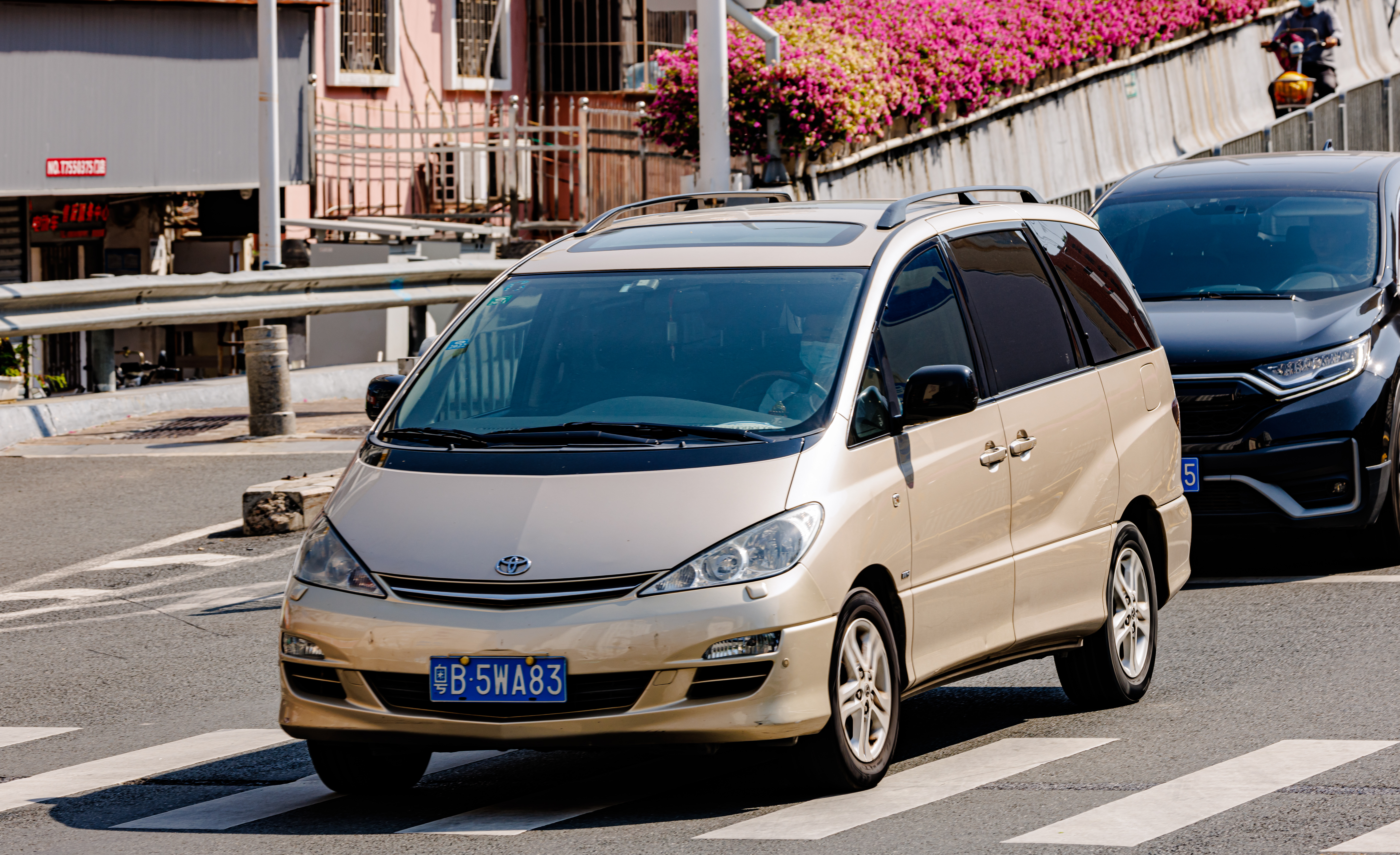

## Tweede generatie
De tweede generatie werd geïntroduceerd in 2000, en was technisch volledig anders dan de eerste generatie. Deze Previa was gebaseerd op de bodemplaat van de Toyota Camry en kreeg daarmee een voorin geplaatste motor met voorwielaandrijving. De motorisering werd verzorgd door een vernieuwde 2.4l benzinemotor en er kon nu ook gekozen worden voor een 2.0 liter dieselmotor. In Japan was er ook een 3.0 liter V6-motor en een hybrideversie beschikbaar. In 2003 volgde er nog een facelift, waarna de productie eindigde in 2006. In de Verenigde Staten werd de tweede generatie niet meer geleverd, daar was de eerste generatie al in 1998 opgevolgd door de Toyota Sienna.

## Derde generatie
De derde generatie deed haar intrede in 2006, maar niet meer in de Verenigde Staten en ook niet meer in Europa. De markt voor grote MPV's is in Europa redelijk klein en de concurrentie hevig, waarop besloten werd de derde generatie niet in Europa uit te brengen. Waar de Previa nog wel verkocht wordt is hij beschikbaar met een 2.4 en 3.5 liter benzinemotor en als hybride auto.
Personenauto's (leverbaar): Aygo · bZ4X · Camry · Corolla · C-HR · Highlander · Land Cruiser · Mirai · Prius · RAV4 · (GR) Supra · Yaris · Yaris Cross

Bedrijfswagens: Hilux · Proace

Niet meer leverbaar: 1000 · 2000GT · 4Runner · Auris · Avensis · Avensis Verso · Carina · Celica · Corolla Verso · Corona · Cressida · Crown · Dyna · FunCruiser · GT86 · Hiace · iQ · LiteAce · MR2 · Paseo · Picnic · Previa · Starlet · Tercel · Urban Cruiser · Verso · Verso-S · Yaris Verso